# لاکتوژن جفتی انسان
لاکتوژن جفتی انسان (انگلیسی: Human placental lactogen) یک هورمون پلی‌پپتیدی جفتی و نوعِ انسانیِ «لاکتوژن جفتی» (سوماتوماموتروپین کوریونی) است. ساختار و عملکرد این هورمون مشابه هورمون رشد است. این هورمون وضعیت متابولیک مادر را در دوران بارداری تغییر می‌دهد تا تأمین انرژی برای جنین را تسهیل کند. لاکتوژن جفتی انسان خاصیت ضد انسولین دارد. لاکتوژن جفتی انسان هورمونی است که در دوران بارداری توسط سین‌سیتوتروفوبلاست ترشح می‌شود. همانند هورمون رشد، لاکتوژن جفتی انسان توسط ژن‌های روی بازوی بلند کروموزوم کروموزوم ۱۷ کدگذاری می‌شود. این هورمون در سال ۱۹۶۳ شناسایی شد.

## ساختار مولکولی
جرم مولکولی لاکتوژن جفتی انسان ۲۲۱۲۵ دالتون است و یک زنجیره با ۱۹۱ آمینو اسید دارد که با پیوندهای دی‌سولفید اتصال داشته و این زنجیره خود ۸ حلقه دارد. ساختار کریستالی لاکتوژن جفتی انسان با بلورنگاری پرتوی ایکس با وضوح آنگستروم ۲٫۰ تعیین شده‌است.

## سطوح پلاسمایی
لاکتوژن جفتی انسان فقط در دوران بارداری وجود دارد و سطح سرمی آن در مادر همگام با رشد جنین و جفت افزایش می‌یابد. حداکثر سطوح در کوتاه‌مدت، معمولاً به ۵ تا ۷ میلی‌گرم در لیتر می‌رسد. سطوح بالاتر در مادران با حاملگی چندقلویی مشاهده می‌شود. لاکتوژن جفتی انسان به میزان اندکی وارد گردش خون جنین می‌شود. نیمه‌عمر بیولوژیکی آن ۱۵ دقیقه است. برخی از زنان که شاخص توده بدنی بیشتری دارند، سطوح پایین‌تری از لاکتوژن جفت را نشان می‌دهند، اما اینکه آیا رفتارهای بهداشتی دوران بارداری بر سطح لاکتوژن جفتی انسان تأثیر می‌گذارد یا اینکه لاکتوژن جفتی انسان بر وزن نوزاد هنگام تولد تأثیر می‌گذارد، مشخص نیست.

## عملکرد فیزیولوژیکی
لاکتوژن جفتی انسان بر سیستم سوخت‌وساز بدن مادر به روش‌های زیر تأثیر می‌گذارد:
- در یک سنجش زیستی، لاکتوژن جفتی انسان عملکرد پرولاکتین را تقلید می‌کند، اما مشخص نیست که آیا این هورمون نقشی در شیردهی انسان دارد یا خیر.
- متابولیک:
  - (↓) کاهش حساسیت به انسولین مادر (مقاومت به انسولین)، که منجر به افزایش سطح قند خون مادر می‌شود.
  - (↓) کاهش استفاده از گلوکز مادر، که موجب می‌گردد نسبت به تغذیه مناسب جنین اطمینان حاصل شود (مادر با افزایش سلول‌های بتا واکنش نشان می‌دهد). هیپوگلیسمی مزمن منجر به افزایش لاکتوژن جفتی انسان می‌شود.
  - (↑) افزایش لیپولیز با آزادسازی اسیدهای چرب آزاد. با ناشتا بودن و آزاد شدن لاکتوژن جفتی انسان، اسیدهای چرب آزاد در دسترس مادر قرار می‌گیرند زیرا اسیدهای چرب آزاد از جفت عبور نمی‌کنند، در نتیجه گلوکز نسبتاً بیشتری در دسترس جنین خواهد بود. با روزه‌داری پایدار، کِـتون‌های مادری که از اسیدهای چرب آزاد تشکیل شده‌اند، می‌توانند از جفت عبور کرده و توسط جنین مصرف شوند.

این عملکردها به حمایت از تغذیه جنین حتی در صورت سوءتغذیه مادر کمک می‌کند.
لاکتوژن جفتی انسان آگونیست قوی «گیرندهٔ پرولاکتین» و آگونیست ضعیف «گیرندهٔ هورمون رشد» است.

### فعالیت شبه پرولاکتینی
مشخص شده‌است که لاکتوژن جفتی انسان با میل ترکیبی برابر با پرولاکتین در غشاء گلبول چربی شیر خرگوش به گیرندهٔ پرولاکتین متصل می‌شود و مشخص شده‌است که لاکتوژن جفتی انسان و پرولاکتین در شرایط آزمایشگاهی در ریزنمونه‌های غده شیری موش و خرموش دارای فعالیت شیرزایی بسیار مشابهی هستند. علاوه بر این، لاکتوژن جفتی انسان موجب تحریک ساخت دی‌ان‌ای در سلول‌های فیبروآدنومای پستانی انسان پیوندشده به موش می‌شود، و این موضوع نشان می‌دهد که لاکتوژن جفتی انسان رشد غده پستانی انسان را مشابه پرولاکتین افزایش می‌دهد. از آنجایی که لاکتوژن جفتی انسان در غلظت‌هایی ۱۰۰ برابر بیشتر از پرولاکتین، در دوران بارداری در خون جریان دارد، این یافته‌ها نشان می‌دهند که این هورمون ممکن است نقش مهمی در رشد و نمو پستان انسان در این دوران داشته باشد. با این حال، میل ترکیبی نسبی لاکتوژن جفتی انسان و پرولاکتین با گیرندهٔ پرولاکتین انسانی هنوز منتشر نشده‌است و اثرات لاکتوژن جفتی انسان بر بافت اپیتلیال پستان طبیعی انسان هنوز بررسی نشده‌است، و بنابراین در حال حاضر نقش قطعی این هورمون در رشد غدد پستانی انسان در دوران بارداری به‌طور کامل مشخص نشده‌است.

### فعالیت شبه هورمون رشد
لاکتوژن جفتی انسان عملکرد ضعیفی شبیه به هورمون رشد دارد، که باعث تشکیل بافت‌های پروتئینی به همان روش هورمون رشد می‌شود، اما برای تقویت رشد هورمون لاکتوژن جفتی انسان در غلظتی ۱۰۰ برابر بیشتر از هورمون رشد مورد نیاز است. با این حال، سطح خونی لاکتوژن جفتی انسان بیش از ۵۰ برابر هورمون رشد است، بنابراین نباید اثرات آن را نادیده گرفت. یک تقویت‌کننده برای ژن لاکتوژن جفت انسانی در فاصلهٔ ۲ جفت‌باز پایین‌دست این ژن یافت می‌شود و در بیان ژن مختص کنترل یاخته دخالت دارد.

## اندازه‌گیری بالینی
با آنکه از لاکتوژن جفتی انسان به عنوان شاخصی برای سلامت و رشد جنین استفاده شده‌است، سایر روش‌های تست جنین قابل اعتمادتر هستند. همچنین، حاملگی‌های طبیعی با سطوح غیرقابل تشخیص این هورمون در مادر گزارش شده‌است.